# UCI Africa Tour 2025
Navigation
Édition précédente Édition suivante
L'UCI Africa Tour 2025 est la 21e édition de l'UCI Africa Tour, l'un des cinq circuits continentaux de cyclisme de l'Union cycliste internationale. Il se déroule du 10 janvier 2025 au 5 octobre 2025 en Afrique.

## Équipes
Les équipes qui peuvent participer aux différentes courses dépendent de la catégorie de l'épreuve. Par exemple, les UCI WorldTeams ne peuvent participer qu'aux courses .1 et leur nombre par épreuves est limité.
| Catégorie | Catégorie               | Équipes                                                                                 |
| --------- | ----------------------- | --------------------------------------------------------------------------------------- |
| .1        | 1.1 (Course d'un jour)  | * UCI WorldTeam (max 50 %) * UCI ProTeam * Équipe continentale * Sélection nationale    |
| .1        | 2.1 (Course par étapes) | * UCI WorldTeam (max 50 %) * UCI ProTeam * Équipe continentale * Sélection nationale    |
| .2        | 1.2 (Course d'un jour)  | * UCI ProTeam * Équipe continentale * Sélection nationale * Équipe régionale et de club |
| .2        | 2.2 (Course par étapes) | * UCI ProTeam * Équipe continentale * Sélection nationale * Équipe régionale et de club |

## Calendrier des épreuves

### Janvier
| Date  | Course        | Pays       | Classe | Vainqueur       | Équipe                |
| ----- | ------------- | ---------- | ------ | --------------- | --------------------- |
| 22-26 | Tour du Sahel | Mauritanie | 2.2    | Stefan Verhoeff | Universe Cycling Team |

### Février
| Date | Course                         | Pays    | Classe | Vainqueur       | Équipe                 |
| ---- | ------------------------------ | ------- | ------ | --------------- | ---------------------- |
| 8    | Grand Prix Sakiat Sidi Youcef  | Algérie | 1.2    | Milkias Maekele | Érythrée               |
| 9-19 | Tour d'Algérie                 | Algérie | 2.2    | Hamza Amari     | Madar Pro Cycling Team |
| 20   | Grand Prix Sonatrach           | Algérie | 1.2    | Azzedine Lagab  | Madar Pro Cycling Team |
| 22   | Grand Prix de la Ville d'Alger | Algérie | 1.2    | Yacine Hamza    | Madar Pro Cycling Team |
| 23-2 | Tour du Rwanda (2025)          | Rwanda  | 2.1    | Fabien Doubey   | TotalEnergies          |

### Avril
| Date | Course        | Pays  | Classe | Vainqueur                   | Équipe                    |
| ---- | ------------- | ----- | ------ | --------------------------- | ------------------------- |
| 28-3 | Tour du Bénin | Bénin | 2.2    | Reinardt Janse van Rensburg | Team Tshenolo Pro Cycling |

### Mai
| Date | Course                | Pays  | Classe | Vainqueur                   | Équipe                    |
| ---- | --------------------- | ----- | ------ | --------------------------- | ------------------------- |
| 4    | Grand Prix de Cotonou | Bénin | 1.2    | Reinardt Janse van Rensburg | Team Tshenolo Pro Cycling |

### Juin
| Date | Course           | Pays     | Classe | Vainqueur      | Équipe  |
| ---- | ---------------- | -------- | ------ | -------------- | ------- |
| 4-15 | Tour du Cameroun | Cameroun | 2.2    | Islam Mansouri | Algérie |

### Septembre
| Date | Course                  | Pays     | Classe | Vainqueur | Équipe |
| ---- | ----------------------- | -------- | ------ | --------- | ------ |
| 5-14 | Tour du Maroc           | Maroc    | 2.2    |           |        |
| 30-4 | Grand Prix Chantal Biya | Cameroun | 2.2    |           |        |

### Octobre
| Date | Course              | Pays     | Classe | Vainqueur | Équipe |
| ---- | ------------------- | -------- | ------ | --------- | ------ |
| 5    | Grand Prix d'Ongola | Cameroun | 1.2    |           |        |